# Jean-Christophe Mitterrand
Jean-Cristophe Mitterrand (Boulogne-Billancourt, 19 dicembre 1946) è un giornalista e imprenditore francese.
È stato consigliere di suo padre per gli affari africani dal 1986 al 1992, e si è guadagnato il soprannome di Papamadit (che si traduce in "papà-mi ha detto") in Africa.

## Biografia
Figlio maggiore di François Mitterrand e Danielle Gouze, ha due fratelli: Pascal, morto in giovane età e Gilbert Mitterrand, nato nel 1949. Ha anche una sorellastra, Mazarine Pingeot, nata nel 1974. Si è sposato il 12 aprile 1975 a Château-Chinon con Elisabeth Dupuy detta Minouche, figlia del deputato Lydie Dupuy, da cui divorzia in seguito, e ha un figlio, Adrien, nato nel 1983, di professione regista. Si risposa il 17 luglio 2006 a Romorantin-Lanthenay con Françoise Buijtendijk nota come Francesca Brenda, pittrice di origine franco-colombiana.
Come giornalista è stato corrispondente per la stampa dell'Agence France-Presse nel 1975 in Mauritania.

## Condanne penali
Nell'ottobre 2009 Mitterrand è stato condannato per aver partecipato al commercio di armi con l'MPLA, tra il 1993 e il 1998. Nel cosiddetto Angolagate, Mitterrand, allora consigliere di suo padre per l'Africa, aveva ricevuto pagamenti per diversi milioni di euro dai contrabbandieri di armi Pierre Falcone e Arcadi Gaydamak. Mitterrand ha subito una condanna a due anni, con sospensione della pena, e ha dovuto pagare una multa di 375.000 euro.